# Atol de Cosmoledo

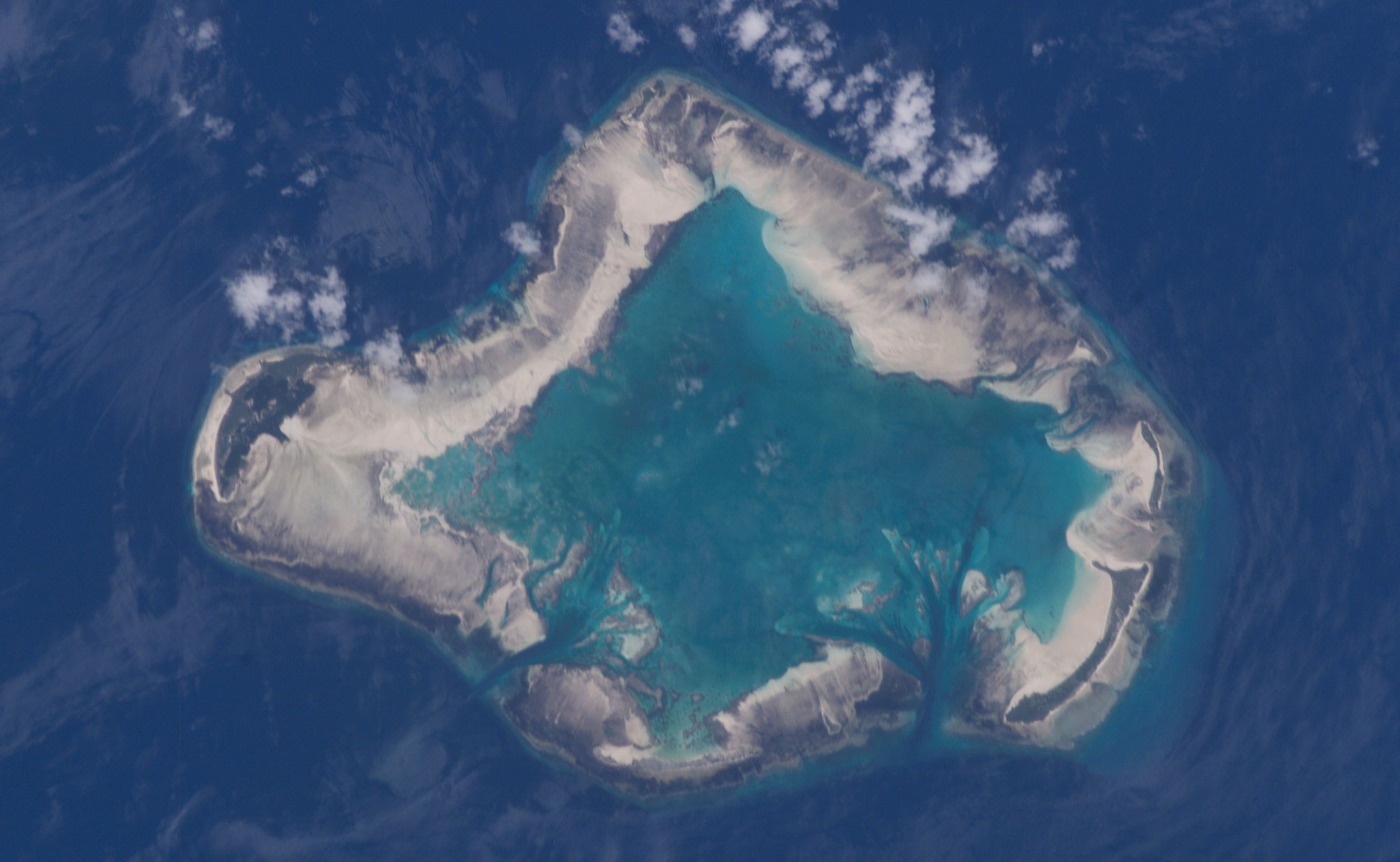
Atol de Cosmoledo vista áerea

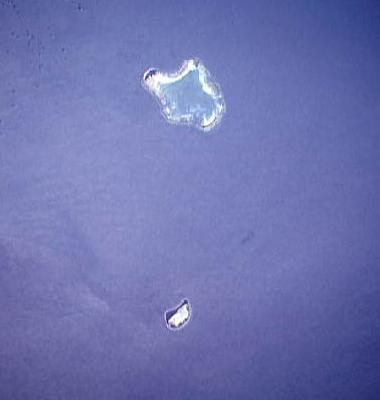
Cosmoledo e Astove

O atol de Cosmoledo é um atol do Grupo de Aldabra das Seicheles. O atol tem 14,5 Km de Este a Oeste, e 11,5 Km de Norte a a Sul. Tem uma superfície de terra de 5,2 km², e a lagoa 145 km², somando no total 152 km². As suas coordenadas são 9°42'S, 47°36'E.
O atol está formado por umas vinte ilhotas individuais:
- Menai (a maior, a oeste, com um assentamento atualmente abandonado): 2,3 km².
- Ilha do Norte (Île du Nord)
- Ilha do Nordeste (Île Nord-Est)
- Ilha do Buraco (Île du Trou)
- Ilha do Noroeste (Île Nord-Oest)
- Goelette
- Grande Polyte
- Petit Polyte
- Ilha Grande (Grande Île) (Com choças de pescadores) 1,6 km².
- Pagode
- Ilha do Sul (Île du Sud)
- Ilha Mosquitos (Île Moustiques)
- Ilha Baleia (Île Baleine)
- Ilha Rato Calvo (Île Chauve Souris)
- Ilha do Sudoeste (Île du Sud-Ouest)
- Ilha dos Macacos (Île aux Macaques)
- Ilha dos Ratos (Île aux Rats)
- Ilha do Noroeste (Île du Nord-Quest)
- Ilha Observação (Île Observation)
- Ilha Sudeste (Île Sud-Est)
- Ilhota A Cruz (Îlot la Croix)